# Palazzo di Checco il Bello
Il Palazzo di Checco il Bello è uno storico palazzo situato nel centro storico di Magliano in Toscana, in provincia di Grosseto.

## Storia
Costruito nei primi anni del XIV secolo, l'edificio fu l'antica residenza della famiglia Monaldeschi di Orvieto e vi soggiornarono anche i conti Aldobrandeschi. Nei primi anni del Novecento poi, vi visse un tal Francesco Salvi, soprannominato Checco il Bello, sia per le sue doti estetiche e per la fama di Casanova, da cui il nome con il quale l'edificio oggi è noto. Il Palazzo fu poi usato nel 1911 da Carlo Alberto Nicolosi, autore del libro Maremma Toscana: alta e bassa, in occasione di una sua visita a Magliano; oggi il palazzo è adibito a edificio residenziale.

## Descrizione
Il palazzo si erge sulla strada principale del vecchio borgo, corso Garibaldi, non lontano dalla piazza su cui si trova la chiesa di San Giovanni Battista. L'edificio fu costruito con pietra locale secondo gli schemi dell'architettura gotica senese del XIV secolo. Sono presenti bifore, oggi murate per una migliore razionalizzazione degli spazi interni, e cornici in travertino chiaro locale. Sulla facciata si può vedere lo stemma della casata dei Monaldeschi.